# 鞍手町
鞍手町（日语：／ Kurate machi */?）是位于北九州市西南部的一個城鎮，距離北九州市市中心約20公里，為北九州都市圈的一部份，
屬鞍手郡。

## 歷史

### 年表
- 1889年4月1日：實施町村制，現在的轄區在當時分屬：劍村、西川村、古月村。
- 1908年7月1日：官營鐵道（後來的國鐵）室木線開始營運，轄區內設有三站。
- 1939年4月5日：室木線古月車站開始營運。
- 1952年8月1日：劍村改制為劍町。
- 1955年1月1日：劍町、西川村、古月村合併為鞍手町[1]，合併時人口為30,794人。
- 1985年4月1日：室木線停止營運。
- 1987年7月1日：JR九州筑豐本線設置鞍手車站。

### 變遷表
| 1889年以前 | 1889年4月1日 | 1889年 - 1926年 | 1926年 - 1944年 | 1945年 - 1954年   | 1955年 - 1988年     | 1989年 - 現在       | 現在                |
| ---------- | ------------ | --------------- | --------------- | ----------------- | ------------------- | ------------------- | ------------------- |
|            | 劍村         | 劍村            | 劍村            | 1952年8月1日 劍町 | 1955年1月1日 鞍手町 | 1955年1月1日 鞍手町 | 1955年1月1日 鞍手町 |
|            | 西川村       |                 |                 |                   | 1955年1月1日 鞍手町 | 1955年1月1日 鞍手町 | 1955年1月1日 鞍手町 |
|            | 古月村       |                 |                 |                   | 1955年1月1日 鞍手町 | 1955年1月1日 鞍手町 | 1955年1月1日 鞍手町 |

## 交通

### 鐵路
- 九州旅客鐵道
  - 筑豐本線：鞍手車站

- 西日本旅客鐵道
  - 山陽新幹線：轄區內無設置車站，僅設有鞍手信號場

過去曾有國鐵室木線，並設有古月車站、鞍手車站、八尋車站、室木車站，但已於1985年停駛。

### 道路
高速道路
- 九州自動車道：鞍手交流道 - 鞍手休息區

## 教育

### 高等學校
- 福岡縣立鞍手高等學校鞍手町立鞍手分校

### 專門學校
- 九州工業技術專門學校

## 本地出身之名人
- 次原隆二：漫畫家